# Flagellaria
Genre
Classification phylogénétique
Flagellaria est un genre de plantes à fleurs monocotylédones de la famille des  Flagellariaceae . Il comprend 4 espèces.
Ce sont des lianes pérennes des zones subtropicales à tropicales d'Afrique, de l'Asie du Sud-Est et du nord-est de l'Australie.

## Liste des espèces
- Flagellaria gigantea Hook.f.
- Flagellaria guineensis Schumach.
- Flagellaria indica L.
- Flagellaria neocaledonica Schltr.